# Démographie du Lot
La démographie du Lot est caractérisée par une faible densité, une population en légère progression depuis le début du XXIe siècle.
Avec ses 175 620 habitants en 2022, le département français du Lot se situe en 92e position sur le plan national.
En six ans, de 2015 à 2021, sa population s'est accrue de près de 1 600 unités, c'est-à-dire de plus ou moins 300 personnes par an. Mais cette variation est différenciée selon les 313 communes que comporte le département.
La densité de population du Lot, 33,7 habitants par kilomètre carré en 2022, est trois fois inférieure à celle de la France entière qui est de 107,1 hab./km2 pour la même année.

## Évolution démographique du département du Lot
Le département a été créé par décret du 4 mars 1790. Il comporte alors six districts (Cahors, Martel, Gourdon, Figeac, Montauban, Lauzerte) et 48 cantons. Le premier recensement sera réalisé en 1801 et ce dénombrement, reconduit tous les cinq ans à partir de 1821, permettra de connaître plus précisément l'évolution des territoires.
Avec 284 505 habitants en 1831, le département représente 0,87 % de la population française, qui est alors de 32 569 000 habitants. De 1831 à 1866, il va gagner 4 414 habitants, soit une augmentation de 0,04 % moyen par an, inférieur au taux d'accroissement national de 0,48 % sur cette même période.
L'évolution démographique entre la Guerre franco-prussienne de 1870 et la Première Guerre mondiale est négative. Sur cette période, la population perd 75 635 habitants, soit une baisse de -26,88 % alors qu'elle croît de 10 % au niveau national. La population perd encore 8,9 % pendant la période de l'entre-deux guerres courant de 1921 à 1936 parallèlement à une croissance au niveau national de 6,9 %.
A contrario des autres départements français, le Lot ne va ensuite pas connaître un essor démographique après la Seconde Guerre mondiale, mais la baisse de la population va toutefois être enrayée au niveau de 150 000 habitants à la fin du XXe siècle. Elle croît à partir des années 2000 pour se fixer au-dessus de 170 000 habitants à partir de 2007. 
En 2022, le département comptait 175 620 habitants, en évolution de +1,31 % par rapport à 2016 (France hors Mayotte : +2,11 %).
| 1791 | 1801    | 1806    | 1821    | 1826    | 1831    | 1836    | 1841    | 1846    |
| ---- | ------- | ------- | ------- | ------- | ------- | ------- | ------- | ------- |
| -    | 261 207 | 268 149 | 275 296 | 280 515 | 284 505 | 287 003 | 287 739 | 294 566 |

| 1851    | 1856    | 1861    | 1866    | 1872    | 1876    | 1881    | 1886    | 1891    |
| ------- | ------- | ------- | ------- | ------- | ------- | ------- | ------- | ------- |
| 296 224 | 293 733 | 295 542 | 288 919 | 281 404 | 276 512 | 280 269 | 271 514 | 253 939 |

| 1896    | 1901    | 1906    | 1911    | 1921    | 1926    | 1931    | 1936    | 1946    |
| ------- | ------- | ------- | ------- | ------- | ------- | ------- | ------- | ------- |
| 240 403 | 226 720 | 216 611 | 205 769 | 176 889 | 171 776 | 166 637 | 162 572 | 154 897 |

| 1954    | 1962    | 1968    | 1975    | 1982    | 1990    | 1999    | 2006    | 2011    |
| ------- | ------- | ------- | ------- | ------- | ------- | ------- | ------- | ------- |
| 147 754 | 149 929 | 151 198 | 150 778 | 154 533 | 155 816 | 160 197 | 169 531 | 174 754 |

| 2016    | 2021    | 2022    | - | - | - | - | - | - |
| ------- | ------- | ------- | - | - | - | - | - | - |
| 173 347 | 174 942 | 175 620 | - | - | - | - | - | - |

## Population par divisions administratives

### Arrondissements
Le département du Lot comporte trois arrondissements. La population se concentre principalement sur l'arrondissement de Cahors, qui recense 42 % de la population totale du département en 2022, avec une densité de 39,6 hab./km2, contre 31 % pour l'arrondissement de Figeac et 27 % pour celui de Gourdon.
| Arrondissement  | Population(2022) | Variation(2022/2016)                       | Superficie(km2) | Densité(hab./km2) |
| --------------- | ---------------- | ------------------------------------------ | --------------- | ----------------- |
| Cahors          | 73 782           | en évolution de +2,56 % par rapport à 2016 | 1 860,9         | 39,6              |
| Figeac          | 54 968           | en évolution de +0,74 % par rapport à 2016 | 1 593,3         | 34,5              |
| Gourdon         | 46 870           | en évolution de +0,07 % par rapport à 2016 | 1 762,3         | 26,6              |
| Source : Insee. |                  |                                            |                 |                   |

### Communes de plus de2 000 habitants
Sur les 313 communes que comprend le département du Lot, huit ont en 2021 une population municipale supérieure à 2 000 habitants, deux ont plus de 5 000 habitants et une a plus de 10 000 habitants : Cahors.
Les évolutions respectives des communes de plus de 2 000 habitants sont présentées dans le tableau ci-après.
| Commune         | Population(2022) | Variation(2022/2016)                       | Superficie(km2) | Densité(hab./km2) |
| --------------- | ---------------- | ------------------------------------------ | --------------- | ----------------- |
| Cahors          | 19 902           | en évolution de +2,56 % par rapport à 2016 | 64,72           | 307,5             |
| Figeac          | 9 757            | en évolution de −0,77 % par rapport à 2016 | 35,16           | 277,5             |
| Gourdon         | 4 080            | en évolution de −2,9 % par rapport à 2016  | 45,56           | 89,6              |
| Pradines        | 3 600            | en évolution de +5,29 % par rapport à 2016 | 16,49           | 218,3             |
| Gramat          | 3 496            | en évolution de −2,59 % par rapport à 2016 | 57,07           | 61,3              |
| Saint-Céré      | 3 449            | en stagnation par rapport à 2016           | 11,33           | 304,4             |
| Souillac        | 3 199            | en évolution de −4,28 % par rapport à 2016 | 25,92           | 123,4             |
| Prayssac        | 2 500            | en évolution de +3,91 % par rapport à 2016 | 24,05           | 104               |
| Source : Insee. |                  |                                            |                 |                   |

## Structures des variations de population

### Soldes naturels et migratoires depuis 1968
La variation moyenne annuelle a crû depuis les années 1970 jusqu'en 2010, passant de 0 à 0,8 %, pour redescendre à 0,1 % dans la période 2015-2021.
Le solde naturel annuel qui est la différence entre le nombre de naissances et le nombre de décès enregistrés au cours d'une même année, est négatif et en décroissance, passant de −0,1 à −0,6 %. La baisse du taux de natalité, qui passe de 12,3 à 7,2 ‰, n'est pas compensée par une baisse du taux de mortalité, qui parallèlement passe de 13,8 à 13,4 ‰.
Le flux migratoire est positif et en croissance sur la période courant de 1968 à 2010, le taux annuel passant de 0,1 à 1,1 %, mais diminuant depuis à 0,8 %. Solde naturel négatif et flux migratoire positif s'annulent pour aboutir à une stagnation de la population dans la période récente.
| Indicateurs démographiques                       | 1968 à1975 | 1975 à1982 | 1982 à1990 | 1990 à1999 | 1999 à2010 | 2010 à2015 | 2015 à2021 |
| ------------------------------------------------ | ---------- | ---------- | ---------- | ---------- | ---------- | ---------- | ---------- |
| Variation annuelle moyenne de la population en % | -0,0       | 0,4        | 0,1        | 0,3        | 0,8        | -0,1       | 0,1        |
| - due au solde naturel en %                      | -0,1       | -0,3       | -0,3       | -0,3       | -0,3       | -0,4       | -0,6       |
| - due au solde apparent des entrées sorties en % | 0,1        | 0,7        | 0,4        | 0,6        | 1,1        | 0,2        | 0,8        |
| Taux de natalité en ‰                            | 12,3       | 10,4       | 10,0       | 9,1        | 9,1        | 8,2        | 7,2        |
| Taux de mortalité en ‰                           | 13,8       | 13,7       | 13,0       | 12,5       | 11,9       | 12,0       | 13,4       |
| Source : Insee.                                  |            |            |            |            |            |            |            |

### Mouvements naturels sur la période 2014-2022
En 2014, 1 415 naissances ont été dénombrées contre 2 161 décès. Le nombre annuel des naissances a diminué depuis cette date, passant à 1 186 en 2022, indépendamment à une augmentation, mais relativement faible, du nombre de décès, avec 2 527 en 2022. Le solde naturel est ainsi négatif et diminue, passant de -746 à −1 341.
Pour des raisons techniques, il est temporairement impossible d'afficher le graphique qui aurait dû être présenté ici.

## Densité de population
La densité de population est en hausse depuis 1982, particulièrement depuis 2008.
En 2021, la densité était de 33,5 hab./km2.
| 1968 |  | 29.0 |  |

| 1975 |  | 28.9 |  |

| 1982 |  | 29.6 |  |

| 1990 |  | 29.9 |  |

| 1999 |  | 30.7 |  |

| 2010 |  | 33.5 |  |

| 2015 |  | 33.2 |  |

| 2021 |  | 33.5 |  |

## Répartition par sexes et tranches d'âges
La population du département est plus âgée qu'au niveau national.
En 2021, le taux de personnes d'un âge inférieur à 30 ans s'élève à 25,6 %, soit en dessous de la moyenne nationale (35,1 %). À l'inverse, le taux de personnes d'âge supérieur à 60 ans est de 39 % la même année, alors qu'il est de 26,6 % au niveau national.
En 2021, le département comptait 85 004 hommes pour 89 938 femmes, soit un taux de 51,41 % de femmes, légèrement inférieur au taux national (51,61 %).
Les pyramides des âges du département et de la France s'établissent comme suit.
| Hommes | Classe d’âge | Femmes |
| ------ | ------------ | ------ |
| 1,4    | 90 ou +      | 3,1    |
| 11,2   | 75-89 ans    | 13,8   |
| 24,2   | 60-74 ans    | 24,2   |
| 20,8   | 45-59 ans    | 20,5   |
| 15,1   | 30-44 ans    | 14,6   |
| 13     | 15-29 ans    | 11     |
| 14,3   | 0-14 ans     | 12,9   |

| Hommes | Classe d’âge | Femmes |
| ------ | ------------ | ------ |
| 0,7    | 90 ou +      | 1,9    |
| 7,0    | 75-89 ans    | 9,5    |
| 16,6   | 60-74 ans    | 17,5   |
| 20,0   | 45-59 ans    | 19,5   |
| 18,8   | 30-44 ans    | 18,3   |
| 18,3   | 15-29 ans    | 16,7   |
| 18,6   | 0-14 ans     | 16,7   |

## Répartition par catégories socioprofessionnelles
La catégorie socioprofessionnelle des retraités est surreprésentée par rapport au niveau national. Avec 38,8 % en 2021, elle est 12 points au-dessus du taux national (26,8 %). La catégorie socioprofessionnelle des autres personnes sans activité professionnelle est quant à elle sous-représentée par rapport au niveau national. Avec 11,7 % en 2021, elle est 5,3 points en dessous du taux national (17 %).
| Catégorie socioprofessionnelle                    | 2015    | 2015 | 2021    | 2021 | Détails de l'année 2021 | Détails de l'année 2021 | Détails de l'année 2021            | Détails de l'année 2021            | Détails de l'année 2021            |
| Catégorie socioprofessionnelle                    | Nb      | %    | Nb      | %    | Hommes                  | Femmes                  | Part en % de la population âgée de | Part en % de la population âgée de | Part en % de la population âgée de |
| Catégorie socioprofessionnelle                    | Nb      | %    | Nb      | %    | Hommes                  | Femmes                  | 15 à 24 ans                        | 25 à 54 ans                        | 55 ans ou +                        |
| ------------------------------------------------- | ------- | ---- | ------- | ---- | ----------------------- | ----------------------- | ---------------------------------- | ---------------------------------- | ---------------------------------- |
| Agriculteurs exploitants                          | 3 856   | 2,6  | 3 811   | 2,5  | 2 625                   | 1 186                   | 0,6                                | 3,9                                | 1,9                                |
| Artisans, commerçants, chefs d'entreprise         | 7 486   | 5,1  | 7 637   | 5,1  | 5 331                   | 2 306                   | 0,9                                | 9,0                                | 3,1                                |
| Cadres et professions intellectuelles supérieures | 7 810   | 5,3  | 8 545   | 5,7  | 4 741                   | 3 804                   | 1,2                                | 10,5                               | 3,1                                |
| Professions intermédiaires                        | 16 730  | 11,3 | 17 529  | 11,6 | 7 793                   | 9 736                   | 6,7                                | 23,5                               | 4,3                                |
| Employés                                          | 21 760  | 14,7 | 20 727  | 13,7 | 4 504                   | 16 223                  | 15,4                               | 25,0                               | 5,8                                |
| Ouvriers                                          | 16 967  | 11,5 | 16 527  | 10,9 | 13 123                  | 3 404                   | 17,6                               | 20,1                               | 3,5                                |
| Retraités                                         | 56 294  | 38,0 | 58 646  | 38,8 | 27 644                  | 31 002                  | 0,0                                | 0,3                                | 71,7                               |
| Autres personnes sans activité professionnelle    | 17 069  | 11,5 | 17 656  | 11,7 | 6 963                   | 10 693                  | 57,6                               | 7,7                                | 6,6                                |
| Ensemble                                          | 147 971 | 100  | 151 076 | 100  | 72 722                  | 78 354                  | 100                                | 100                                | 100                                |
| Sources : Insee,.                                 |         |      |         |      |                         |                         |                                    |                                    |                                    |